# BooG!e
Bobby Bowman, más conocido por su nombre artístico de BooG!e, es un actor estadounidense con ascendencia jamaiquina conocido mundialmente por interpretar a T-Bo en la serie de televisión estadounidense de la cadena de Nickelodeon, iCarly.

## Biografía
Él nació el 14 de septiembre de 1981, hijo del actor Steven Bowman y de la actriz Cristina Bowman; nació en Los Ángeles, California.

## Carrera actoral
Debuta en 2003, en The Wade Robson Project.
En marzo de 2009 fue contratado por el productor de televisión Dan Schneider, y su personaje, bajo el nombre de T-Bo, apareció por primera vez en el capítulo n.º 15 de la segunda temporada de iCarly que sería el capítulo 40 llamado “iWant My Website Back” —en inglés
Devuélveme Mi Website.

## Filmografía
| Año       | Título                                  | Rol           | Notas                                                        |
| --------- | --------------------------------------- | ------------- | ------------------------------------------------------------ |
| 2001      | Jacked                                  | Louis         | Elenco principal, película                                   |
| 2007      | Andy Barker, P.I.                       | Rasta Dude    | Invitado 1 episodio, miniserie de TV NBC                     |
| 2008      | Dr. House                               | Dreadlocks    | Invitado 1 episodio, serie de TV FOX                         |
| 2008      | Step Up 2: The Streets                  | DJ Sand       | Elenco secundario, película (papel sin acreditar)            |
| 2009—2012 | iCarly                                  | T-Bo          | personaje recurrente, serie de TV Nickelodeon (25 episodios) |
| 2011      | Una noche con...                        | El mismo/T-Bo | Especial de TV, Nickelodeon                                  |
| 2012      | The Prayer                              | The Prayer    | Protagonista, cortometraje                                   |
| 2015—2016 | Gamer's Guide to Pretty Much Everything | Billy         | Elenco recurrente 6 episodios, serie de TV Disney Channel    |